# Xie Xingfang
Xie Xingfang (född 1981) i Guangzhou, Guangdong-provinsen, Kina) är en kinesisk idrottare som tog silver i badminton vid olympiska sommarspelen 2008 i Peking. Hon har vunnit flera stora cuper i bland annat Indonesien, Kina och Danmark. Xie Xingfang är tillsammans med Lin Dan, som rankas som världens bästa manliga badmintonspelare.

## Olympiska meriter

### Olympiska sommarspelen 2008
| Namn             | Gren   | 32-delsfinal | 16-delsfinal             | 8-delsfinal               | Kvartsfinal             | Semifinal                     | Final                             | Final |
| Namn             | Gren   | Resultat     | Resultat                 | Resultat                  | Resultat                | Resultat                      | Resultat                          | Plats |
| ---------------- | ------ | ------------ | ------------------------ | ------------------------- | ----------------------- | ----------------------------- | --------------------------------- | ----- |
| (1) Xie Xingfang | Singel |              | Cheng (TPE) W 21-1, 21-9 | Olga (BLR) W 21-16, 21-15 | Xu (GER) W 21-19, 22-20 | Lu (CHN) W 7-21, 21-10, 21-12 | Zhang (CHN) L 12-21, 21-10, 18-21 |       |